# Оротина (кантон)
Оротина (исп. Orotina) — кантон в провинции Алахуэла Коста-Рики.

## География
Находится на крайнем юге провинции. Граничит с провинцией Сан-Хосе. Административный центр — Оротина.

## Округа
Кантон разделён на 5 округов:
1. Оротина
2. Эль-Мастате
3. Асьенда Вьеха
4. Койолар
5. Ла-Сейба